# Bernardo VI d'Armagnac
Bernardo d'Armagnac, in francese: Bernard VI d'Armagnac (XIII secolo – 1319), fu conte d'Armagnac e di Fezensac, dal 1285 alla sua morte e Conte consorte di Rodez, dal 1304 al 1313, poi reggente della Contea di Rodez, sino alla sua morte.

## Origine
Bernardo, sia secondo lo storico francese Jean de Jaurgain, che secondo i Documens historiques et généalogiques sur les familles et les hommes remarquables du Rouergue, ed anche secondo Pierre de Guibours, detto Père Anselme de Sainte-Marie o più brevemente Père Anselme, era il figlio primogenito del visconte di Fezensac e poi conte d'Armagnac e di Fezensac, Gerardo VI e di Mathe di Béarn, che, sia secondo la Chroniques romanes des comtes de Foix, che secondo Père Anselme, era la figlia secondogenita del Visconte di Béarn, Gastone VII e della Contessa di Bigorre e viscontessa di Marsan, Mathe di Matha, figlia di Bosone di Marsan Conte di Bigorre e della prima moglie Petronilla Contessa de Bigorre.
Gerardo VI d'Armagnac, sia secondo Jean de Jaurgain, che secondo i Documens historiques et généalogiques sur les familles et les hommes remarquables du Rouergue, ed anche secondo Père Anselme, era il figlio primogenito del visconte di Fezensac, Ruggero e di Pincelle o Pucelle d'Albret, che era figlia del signore d'Albret Amanieu IV e della moglie, Adelmodis d'Angoulême.
Ruggero, visconte di Fezensac:
- secondo Jean de Jaurgain, era Ruggero di Lomagne, figlio quintogenito del visconte di Fezensac, Bernardo di Lomagne e di Geralda di Foix[8], che sempre secondo Jean de Jaurgain era figlia del conte di Foix, Ruggero III e della moglie Cecilia Trencavel[9], che era figlia del visconte di Carcassonne, d'Albi e di Béziers, Raimondo I Trencavel[10] e della sua prima moglie, Adelaide[10], di cui non si conoscono gli ascendenti.
- secondo i Documens historiques et généalogiques sur les familles et les hommes remarquables du Rouergue, e Père Anselme, invece era Ruggero d'Armagnac, figlio quartogenito del conte d'Armagnac e di Fezensac, Bernardo IV e di Stephanie o Etiennette[11][12], di cui non si conoscono gli ascendenti[11][12].

## Biografia
Secondo i Documens historiques et généalogiques sur les familles et les hommes remarquables du Rouergue, e Père Anselme, suo padre, Gerardo morì nel 1285, mentre secondo Jean de Jaurgain, era già morto nel 1280.
Comunque il documento priviléges de comté de Fezensac en 1283, datato 22 febbraio 1286, controfirmato dalla madre, Mathe (dominæ matris reverendae Mathæ Dei gratia comiticæ Armaniaci et Fezensiaci), lo cita come conte d'Armagnac e di Fezensac (Bernardus dei gratia comes Armaniaci et Fezensiaci).
In quello stesso anno, 1286, secondo Père Anselme, Bernardo rese omaggio al re d'Inghilterra, Edoardo I, per le contee d'Armagnac e Fezensac e tutte le altre terre che suo padre aveva ricevuto dal re, Enrico III.
Quando, 26 aprile 1290, morì suo nonno, il Visconte di Béarn, Gastone VII, il conte di Foix, Ruggero Bernardo, a nome della moglie, Margherita, figlia secondogenita di Gastone VII di Béarn, prese possesso della viscontea di Bearn (maggio), divenendo entrambi i coniugi visconti di Béarn e, nello stemma di Foix confluì anche quello di Béarn.
Nel 1293, dopo tre anni di pace, Bernardo, in nome della madre, Mathe, la figlia terzogenita, si oppose all'usurpazione di Béarn e iniziò una lunga guerra contro Ruggero Bernardo per i diritti delle loro rispettive, madre e moglie, che durerà a lungo, fino al 1377.
Nel 1294, secondo il documento, Donatio del Veterum Scriptorum, Tomus I, Bernardo donò ai suoi fratelli, Gastone e Ruggero (Gasto de Armaniaco vicecomes Fesensaquelli et Rogerius frater suus) due castelli e relativi abitati.
Durante la guerra contro Ruggero Bernardo III di Foix, dovette intervenire in più occasioni il re di Francia, Filippo il Bello, per cercare di ricondurre all'ordine i due contendenti.
Poi continuò il conflitto, iniziato con, Ruggero Bernardo III, con il nuovo conte di Foix, il cugino, Gastone I, finché Filippo il Bello, li costrinse a stipulare la pace il 25 dicembre 1303.
Ancora secondo il Veterum Scriptorum, Tomus I, Bernardo aveva fatto testamento il 18 maggio 1302, in cui, tra gli altri, ricorda la seconda moglie (domina Cecilia uxor nostra) i fratelli e le sorelle (Gastonem, Rogerium, Marquam et Mascarosinam fratres et sorores nostros) e la madre (comitissa Armeniaci et Fesenciaci matri nostræ).
Nel 1304, Bernardo fu al seguito del re di Francia, Filippo il Bello, nella Guerra di Fiandra e partecipò alla battaglia di Mons-en-Pévèle, dove i fiamminghi furono sconfitti.

Blasone dei conti d'Armagnac e di Rodez.

Nel 1308, Gastone I di Foix-Béarn intraprese una nuova guerra contro Bernardo VI conte d'Armagnac, malgrado gli ordini contrari del re, Filippo il Bello. Gastone venne per questo imprigionato a Châtelet e costretto a pagare un'ammenda di 36.000 livre. Filippo il Bello dovette ancora intervenire nel 1309 e nel 1313.
Nel 1313, morì la sua seconda moglie, Cecilia, e la contea di contea di Rodez, secondo la volontà testamentaria di Cecilia, andò al figlio maschio, Giovanni, ancora minorenne, per cui Bernardo divenne reggente della contea di Rodez.
Chiamato, nel 1315, dal nuovo re di Francia Luigi X l'Attaccabrighe, Bernardo VI partecipò ad una nuova guerra in Fiandra.
Bernardo VI morì nel 1319 e, secondo Père Anselme, il 15 giugno e fu sepolto nellaCattedrale di Auch.
A Bernardo succedette il figlio maschio, Giovanni, di circa tredici anni, già conte di Rodez, lasciando la reggenza al fratello, zio di Giovanni, Ruggero, vescovo di Lavaur e poi arcivescovo di Auch.

## Matrimoni e discendenza
Bernardo, in prime nozze, prima del 1290, aveva sposato Isabella d'Albret, signora d'Albret (c. 1275, † 01 dicembre 1294), figlia del signore d'Albret, Bernard-Ezy IV, e della moglie, Giovanna di Lusignano; Isabella morì nel 1294, dopo aver fatto testamento, che ci è riportato nel Veterum Scriptorum, Tomus I e fu sepolta, come da sua richiesta, nellaCattedrale di Auch; sia secondo i Documens historiques et généalogiques sur les familles et les hommes remarquables du Rouergue, che Père Anselme, Isabella non diede alcuna discendenza a Bernardo VI.
Dopo essere rimasto vedovo, Bernardo si sposo, nel 1298, in seconde nozze con l'erede della contea di Rodez, Cecilia, figlia del conte di Rodez e visconte di Carlat, Enrico II e della seconda moglie, Mascarose, figlia del Conte di Comminges, Bernardo VI.
Berardo da Cecilia ebbe tre figli:
- Mathe (1302 - 1364), che sposò Bernard-Ezy V, signore d'Albret[15][22]
- Giovanni (1306 - 1373), conte di Rodez e conte d'Armagnac e di Fezensac[15][22]
- Isabella († prima del febbraio 1347, secondo i Documens historiques et généalogiques sur les familles et les hommes remarquables du Rouergue 1313),[15][22].

Secondo Père Anselme, Bernardo, da un'amante di cui non si conoscono né il nome né gli ascendenti ebbe un figlio:
- Giovanni, detto la Guerre, che dopo aver partecipato a diverse guerre in Guascogna, venne catturato dalle truppe leali al re di Francia; venne rilasciato, dopo aver promesso di abbandonare l'uso delle armi e divenne un ecclesiastico, che fu prima patriarca d'Alessandria e poi, nel 1376, amministratore della diocesi di Rodez[15]

## Ascendenza
|                           |                       |                          | Genitori                 |  |  | Nonni |  |  | Bisnonni |  |  | Trisnonni |  |
|                           |                       |                          |                          |  |  |       |  |  | …        |  |  | …         |  |
|                           |                       |                          |                          |  |  |       |  |  | …        |  |  | …         |  |
|                           |                       | …                        |                          |  |  |       |  |  | …        |  |  |           |  |
| …                         |                       |                          |                          |  |  |       |  |  | …        |  |  |           |  |
|                           |                       | …                        | …                        |  |  |       |  |  |          |  |  |           |  |
|                           |                       | …                        | …                        |  |  |       |  |  |          |  |  |           |  |
|                           |                       | …                        | …                        |  |  |       |  |  |          |  |  |           |  |
| Gerardo VI d'Armagnac     |                       | …                        |                          |  |  |       |  |  |          |  |  |           |  |
|                           |                       | Amanieu IV d'Albret      | …                        |  |  |       |  |  |          |  |  |           |  |
|                           |                       | Amanieu IV d'Albret      | …                        |  |  |       |  |  |          |  |  |           |  |
|                           |                       | Amanieu IV d'Albret      | …                        |  |  |       |  |  |          |  |  |           |  |
| Pincelle/Pucelle d'Albret |                       | Amanieu IV d'Albret      |                          |  |  |       |  |  |          |  |  |           |  |
|                           |                       | Adelmodis d'Angoulême    | …                        |  |  |       |  |  |          |  |  |           |  |
|                           |                       | Adelmodis d'Angoulême    | …                        |  |  |       |  |  |          |  |  |           |  |
|                           |                       | Adelmodis d'Angoulême    | …                        |  |  |       |  |  |          |  |  |           |  |
| Bernardo VI d'Armagnac    |                       | Adelmodis d'Angoulême    |                          |  |  |       |  |  |          |  |  |           |  |
|                           | Guglielmo II di Béarn | Guglielmo I di Béarn     |                          |  |  |       |  |  |          |  |  |           |  |
|                           | Guglielmo II di Béarn | Guglielmo I di Béarn     |                          |  |  |       |  |  |          |  |  |           |  |
|                           | Guglielmo II di Béarn | Guglielma di Castellvell |                          |  |  |       |  |  |          |  |  |           |  |
| Gastone VII di Béarn      | Guglielmo II di Béarn |                          |                          |  |  |       |  |  |          |  |  |           |  |
|                           |                       | Garsenda di Provenza     | Alfonso II di Provenza   |  |  |       |  |  |          |  |  |           |  |
|                           |                       | Garsenda di Provenza     | Alfonso II di Provenza   |  |  |       |  |  |          |  |  |           |  |
|                           |                       | Garsenda di Provenza     | Garsenda di Provenza     |  |  |       |  |  |          |  |  |           |  |
| Mathe di Béarn            |                       | Garsenda di Provenza     |                          |  |  |       |  |  |          |  |  |           |  |
|                           |                       | Bosone di Matha          | …                        |  |  |       |  |  |          |  |  |           |  |
|                           |                       | Bosone di Matha          | …                        |  |  |       |  |  |          |  |  |           |  |
|                           |                       | Bosone di Matha          | …                        |  |  |       |  |  |          |  |  |           |  |
| Mathe di Matha            |                       | Bosone di Matha          |                          |  |  |       |  |  |          |  |  |           |  |
|                           |                       | Petronilla di Bigorre    | Bernardo IV di Comminges |  |  |       |  |  |          |  |  |           |  |
|                           |                       | Petronilla di Bigorre    | Bernardo IV di Comminges |  |  |       |  |  |          |  |  |           |  |
|                           |                       | Petronilla di Bigorre    | Beatrice III di Bigorre  |  |  |       |  |  |          |  |  |           |  |
|                           |                       | Petronilla di Bigorre    |                          |  |  |       |  |  |          |  |  |           |  |

### Fonti primarie
- (LA)  Veterum Scriptorum, Tomus I.
- (FR)  Histoire Générale de Languedoc, Tome IV, Notess.
- (LA)  Histoire de la Gascogne depuis les temps les plus reculés jusqu'à nos jours, tome 6.
- (FR)  Histoire de la Gascogne depuis les temps les plus reculés jusqu'à nos jours, tome 2.
- (FR)  Histoire généalogique et chronologique de la maison royale de France, tomus III.
- (FR)  Documens historiques et généalogiques sur les familles et les hommes remarquables du Rouergue.

### Letteratura storiografica
- (FR) La Vasconie, étude historique et critique, vol II, su 1886.u-bordeaux-montaigne.fr. URL consultato il 5 gennaio 2019 (archiviato dall'url originale il 15 dicembre 2018).
- (OC, FR)  Chroniques romanes des comtes de Foix.